# Sleepthief
Sleepthief è un progetto statunitense dedicato alla musica elettronica. Partorita e messa in atto dal compositore e produttore Justin Elswick, l'idea di Sleepthief nasce negli anni Novanta, ben prima dell'uscita dell'album di debutto. The Dawnseeker è stato pubblicato nel 2006 ed è stato mixato, masterizzato, co-prodotto e co-arrangiato da Israel Curtis, ingegnere statunitense, l'altra anima di Sleepthief.
Sleepthief viene spesso paragonato a gruppi come i Delerium (nello stile che adottarono a partire da metà degli anni '90 in avanti) e Balligomingo, che scrivono musica ricca di emozioni, melodica, elettronica mescolata con influenze New Age e etniche, riprese da altre culture. Sleepthief è simile a queste band anche per l'utilizzo della classica forma canzone pop e per l'uso di vocalist donne (nella stragrande maggioranza dei pezzi). Undici cantanti hanno contribuito aThe Dawnseeker, molte di loro sono già artiste affermate e hanno collaborato con gli altri musicisti summenzionati.

## Storia del gruppo
Nato nella California del Sud, Justin Elswick, mente dietro il progetto Sleepthief, ha trascorso due anni della sua vita in Texas come missionario della Chiesa di Gesù Cristo dei Santi degli Ultimi Giorni e si è laureato in Storia presso la Brigham Young University. Durante tutto questo periodo, ha studiato musica da autodidatta. Justin ha anche frequentato il Trinity College a Dublino, presso cui ha conseguito la specializzazione in Filosofia, subito seguita da una laurea in Giurisprudenza alla J. Reuben Clark Law School. Ora pratica il mestiere di avvocato a Provo, Utah
Inoltre, Elswick ha scritto per Musical Discoveries, una webzine dedicata alle voci femminili, in qualità di redattore associato.

### Storia
Justin Elswick ha iniziato a lavorare sulle canzoni con Curtis attorno al 2003. Russell Elliot, editore-capo presso Musical Discoveries, mise Elswick in contatto con la cantante Jody Quine nel dicembre 2003; la Quine divenne la prima vocalist ad unirsi al progetto, registrando tre canzoni e girando un video nel 2005. Vic Levak, che ha lavorato con Balligomingo insieme alla Quine, ha contribuito anche alla stesura di The Dawnseeker.

## Discografia

### Album in studio
- 2006 – The Dawnseeker (Neurodisc)
- 2009 – Labyrinthine Heart (Neurodisc)
- 2018 – Mortal Longing (self-released)

### Raccolte
- 2007 – Beauty - Music That Touches The Heart
- 2008 – Sirènes - The Beauty of the Female Voice
- 2010 – Beauty 2 - Music That Touches The Soul

### Singoli
- 2006 – Eurydice
- 2007 – The Chauffeur (cover dei Duran Duran)
- 2009 – World Gone Crazy
- 2010 – Reason Why
- 2012 – Mortal Longing
- 2013 – This Means War EP
- 2014 – Dust & Cloud (feat. Phildel)

### Christmas tracks
Ogni Natale, Sleepthief dona una traccia a tematica religiosa/natalizia. Sono state incise cinque canzoni:
- 2008 – O Come, O Come Emmanuel (feat. Kirsty Hawkshaw, Coury Palermo, Zoë Johnston)
- 2009 – Veni Redemptor, Solamen Gentium (feat. Jana Thompson)
- 2010 – Snow (cover di Loreena McKennit) (feat. Zoë Johnston)
- 2011 – Tollite Hostias (dall'originale di Camille Saint-Saëns) (feat. Lauralynn Curtis)
- 2012 –  Ubi Caritas (dall'originale canto Gregoriano medioevale) (feat. Kirsty Thirsk)
- 2013 – What Child Is This (feat. Jody Quine)
- 2014 – Deus Meus (feat. Amanda Morgan-Elswick)

### Remix
- Bridges (Blue Stone remix)
- Invitation (Balligomingo remix)
- Hush (Coury Palermo remix)
- Here Tonight (Eireann Wax remix)
- Black & White (Vanessa Daou remix)
- Chrysalys Heart (Delerium remix)
- Sanctuary of Mind (Mirabilis remix)

## Spythriller
Spythriller è il progetto parallelo di Justin, ideato con Israel Curtis e Caroline Lavelle. La musica proposta viene descritta come un mix di elettronica, orchestra e atmosfere da film (in particolare si fa riferimento alla serie di 007). Il singolo di debutto è la cover di Nemo, classico della band symphonic metal Nightwish distribuito il 15 novembre 2011 assieme ad un video girato sui ghiacciai dello Utah e due remix (Jamie Myerson e Treatise). Le tracce successive sono Cold War Kisses e Aftermath.

### Interviste
- Celticmusicfan, su celticmusicfan.wordpress.com.
- Unbreakablemanlaws, su unbreakablemanlaws.com.
- Zonemusicreporter, su zonemusicreporter.com.
- DDWMagazine, su ddwmagazine.com. URL consultato il 14 aprile 2012 (archiviato dall'url originale il 27 agosto 2011).
- CuttingEdgeVoices, su cuttingedgevoices.com. URL consultato il 14 aprile 2012 (archiviato dall'url originale il 21 novembre 2008).